# Attentat de Rachidine
L'attentat de Rachidine est un attentat-suicide au véhicule piégé qui a lieu le 15 avril 2017 près d'Alep, lors de la guerre civile syrienne. Il fait au moins 150 morts, dont 72 enfants, et des dizaines de blessés.

## Prélude
Le 28 mars 2017, un accord initié par l'Iran et le Qatar est conclu par le régime et les rebelles pour échanger et évacuer des localités assiégées : les rebelles doivent rendre Zabadani et Madaya, tandis que les loyalistes acceptent de se retirer de Foua et Kafraya en contrepartie,,. Situées dans l'Ouest du gouvernorat de Rif Dimachq, Zabadani et Madaya sont occupées principalement par Ahrar al-Cham et sont encerclées par le régime et le Hezbollah depuis 2012,. En janvier 2016, Madaya a été touchée par une famine qui a provoqué la mort d'au moins plusieurs dizaines de personnes,. Situés dans le gouvernorat d'Idleb, Foua et Kafraya sont deux villages voisins à majorité chiite duodécimain, défendus par des miliciens des Forces de défense nationale et du Hezbollah, et assiégés depuis 2015 par le Hayat Tahrir al-Cham, Ahrar al-Cham et d'autres groupes rebelles.
L'accord prévoit l'évacuation des combattants et des civils des localités assiégées, ce qui concerne environ 30 000 personnes. Ces évacuations sont retardées à cause de l'attaque chimique de Khan Cheikhoun, mais elles débutent le 14 avril,,.

## Déroulement
Le 14 avril, environ 5 000 personnes — 1 300 combattants et 3 700 civils — quittent Foua et Kafraya chargées dans des bus,. Elles doivent se rendre à Alep, puis de là gagner Damas ou le gouvernorat de Lattaquié. Cependant en raison d'un désaccord sur le nombre des combattants évacués, les bus se retrouvent bloqués à Rachidine, une localité tenue par les rebelles près d'Alep,. Non loin de là, le convoi parti de Zabadani et Madaya est également arrêté dans le quartier de Ramoussa, tenu par les loyalistes. Le 15 avril, dans l'après-midi, un kamikaze conduisant une camionnette transportant de l'aide alimentaire se fait alors exploser près des 75 bus stationnés à Rachidine. Selon des témoins, avant d'exploser le véhicule distribuait des sachets de chips aux enfants. L'explosion provoque un mouvement de panique. Les victimes sont prises en charge aussi bien par le Croissant-Rouge que par les Casques blancs de la Défense civile syrienne. Certains blessés sont conduits à Alep, d'autres sont soignés dans les zones tenues par les rebelles,.
Quelques heures après l'attentat, à la nuit tombée, les évacuations reprennent : les rescapés de Foua et Kafraya entrent dans Alep et les déplacés de Zabadani et Madaya se rendent dans le gouvernorat d'Idleb,.

## Revendication
L'attaque n'est pas revendiquée,. La télévision d'État du régime syrien accuse des « groupes terroristes », mais sans plus de précision. Par la suite, le président syrien Bachar el-Assad accuse le Front al-Nosra dans une interview à l'agence de presse russe RIA Novosti. Le groupe rebelle Ahrar al-Cham affirme déplorer des morts parmi ses combattants et condamne l'attentat,,.

## Bilan humain

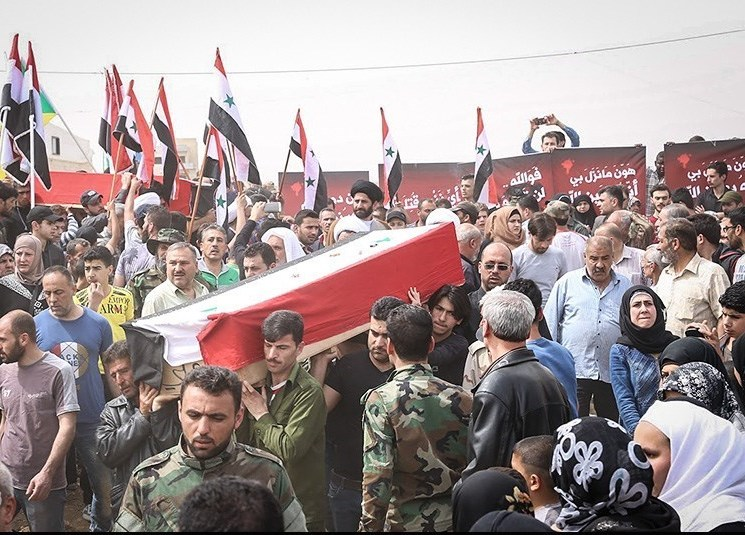
Funérailles des victimes de l'attentat de Rachidine, à la mosquée de Sayyida Zeinab, le 27 avril 2017.

Le jour même de l'attentat, l'Observatoire syrien des droits de l'homme (OSDH) déclare que le bilan est d'au moins 43 morts, dont 38 civils, quatre rebelles et une personne non-identifiée,. Les Casques blancs affirment quant à eux qu'au moins 100 personnes ont été tuées et 55 blessées,. Le lendemain, l'OSDH hausse son bilan à au moins 126 morts, dont 109 évacués de Foua et Kafraya — parmi lesquels figurent 68 enfants — les autres victimes étant des rebelles postés en faction à proximité des bus et des travailleurs humanitaires,,. Fin avril, l'OSDH hausse une nouvelle fois son bilan à au moins 150 morts, dont 72 enfants,.
L'Associated Press indique que 20 rebelles et des dizaines de civils ont été tués selon les déclarations anonymes d'un chef rebelle, tandis que Yasser Abdellatif, un membre d'Ahrar al-Cham, affirme qu'au moins 30 combattants de l'opposition sont morts dans l'attentat.
Le 27 avril, les funérailles de 52 victimes authentifiées sont organisées par le régime à la mosquée de Sayyida Zeinab, près de Damas. Les corps sont enterrés dans le cimetière, près du mausolée.